# Södermanlands runinskrifter 107
Södermanlands runinskrifter  107 är en runsten som står tillsammans med Sö 108 och Sö 109 i området Balsta nära utfartsvägen från Eskilstuna mot Kjula. Den har funnits där länge och möjligen kan detta vara dess ursprungliga plats, för här gick landsvägen förbi och i närheten rann Karpbäcken och där fanns även "Gredby bro".
Den är en av de så kallade Ingvarsstenarna som restes efter de män som färdades och förolyckades i det ödesdigra Ingvarståget.

## Stenen
Stenen är 170 cm hög och 70 cm bred vid foten. Materialet är granit. Stenen flyttades flera gånger: Peringskiöld skriver om runstenen 1686: "att den skall för några är sedan blivit inlagd i kyrkan, där den togs från Gredby gata och de andra runstenarna". Vid kyrkan fanns den kvar till 1931 då den flyttades till Gredby gata. Den flyttades 1967 till läget markerat vid revideringsinventeringen (616). Ungefärlig ursprunglig plats är 263:1, flyttad ca 150 åt NÖ år 2004.
Sö 107 tillhör gruppen av Ingvarsstenar som restes efter dem som deltog i ett olyckligt vikingatåg mot Ryssland och Särkland. Efter sex år återkom endast ett av trettio skepp till Mälartrakten. Detta ska ha inträffat året 1042 enligt Ingvar den vittfarnes saga.
Ristaren, som är okänd, använder Svensk runrad från 1000-talet med en stungen runa (E). Orden särskiljs av dubbla punkter.
Runslingan börjar med ett klumpigt, rundögt ormhuvud och saknar en riktig avslutning: slingan dubbleras mot slutet, återupptas inne i ristningen, och sedan fortsätter texten med lösa runor. Texten som löper från ormens huvud och medsols lyder enligt nedan:

## Inskriften
Runor:
᛬ ᚱᚢᛚᛁᚠᛦ ᛬ ᚱᛅᛁᛋᛏᛁ ᛬ ᛋᛏᛂᛁᚾ ᛬ ᚦᚾᛋᛁ ᛬ ᛅᛏ ᛬ ᚠᛅᚦᚢᚱ ᛬ ᛋᛁᚾ ᛬ ᛋᚴᛅᚱᚠ ᛬ ᚼᛅᚾ ᚢᛅᛦ ᛬ ᚠᛅᚱᛁᚾ ᛬ ᛘᛁᚦ ᛬ ᛁᚴᚢᛅᚱᛁ ᛬
Translitterering av runraden:
: rulifʀ : raisti : stein : þnsi : at : faþur : sin : skarf : ha[n] uaʀ : farin : miþ : ikuari :
Normalisering till runsvenska:
Hroðlæifʀ ræisti stæin þennsi/þannsi at faður sinn Skarf. Hann vaʀ farinn með Ingvari.
Översättning till nusvenska:
Rollev reste denna sten åt sin fader Skarv. Han var faren med Ingvar.

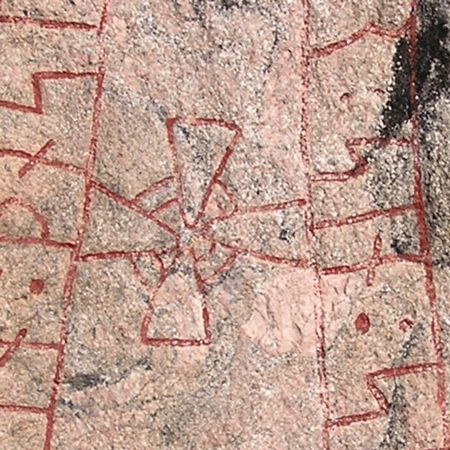
Nära toppen finns ett litet hjulkors utan flätning.
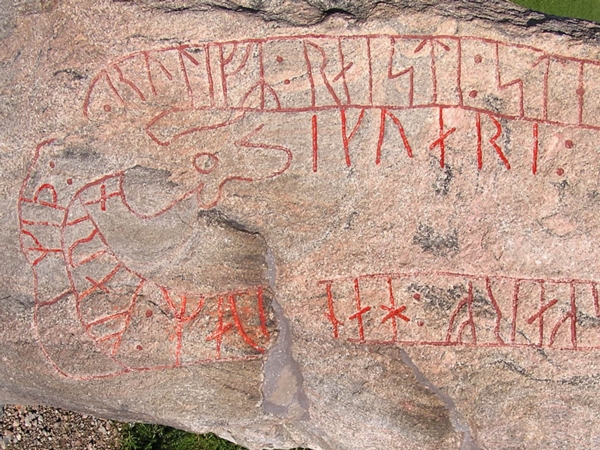
Sö 107 är en Ingvarssten